# Forteviot

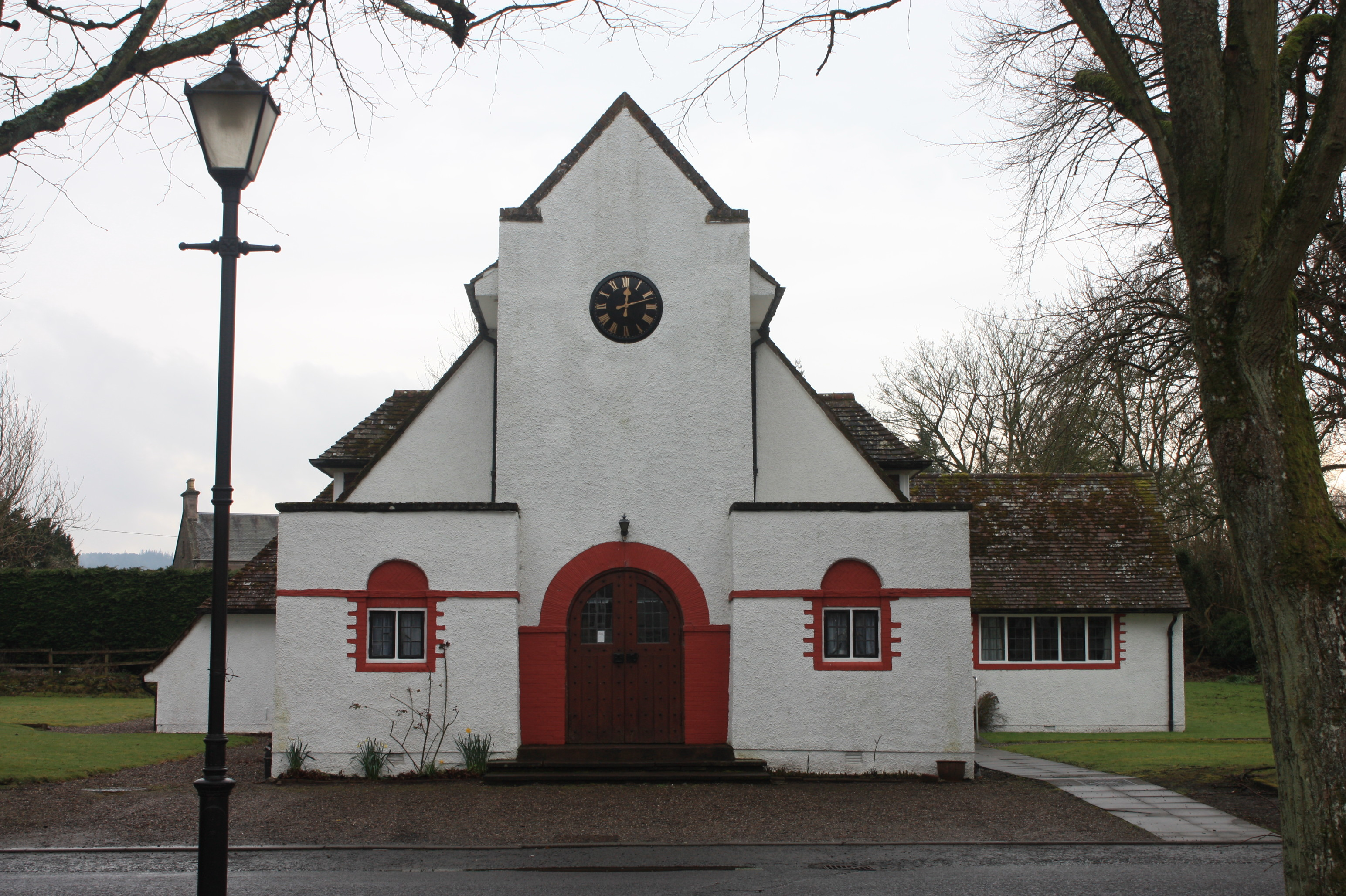
Il Forteviot Village Hall

Forteviot (Fothair Tabhaicht in gaelico scozzese) è una località della Scozia centro-orientale, facente parte dell'area amministrativa di Perth e Kinross (contea tradizionale: Perthshire) e situata lungo il corso del Water of May, nella valle (strath) di Strathallann. 
Nel Medioevo, il villaggio era un importante centro per la storia della Scozia ed era considerato la "capitale" del regno pitto di Fortrenn.

## Geografia fisica
Forteviot si trova a sud del corso del fiume Earn, a circa 9 km a sud-ovest di Perth e a circa 5 km a nord-est di Dunning.
Il villaggio è situato a 60 m s.l.m.

## Storia
Secondo la leggenda, nell'VIII secolo il re pitto Angus MacFergus avrebbe fondato una chiesa in loco. Nel secolo successivo, Kenneth MacAlpin costruì nella zona un castello.
Tra il 1925 e il 1927, per volere di John Dewar, I signore di Forteviot e su progetto dell'architetto James Miller, l'intero villaggio di Forteviot fu ricostruito sul modello di un tipico villaggio inglese.

## Monumenti e luoghi d'interesse

### Architetture religiose

#### Chiesa parrocchiale
Principale edificio religioso è la chiesa parrocchiale, eretta nel 1778 e rimodellata nel corso del XIX secolo.
All'interno della chiesa si trova una delle cinque campane in bronzo celtiche rinvenute in Scozia.

### Architetture civili

#### Castello di Dupplin
Nei dintorni di Forteviot si trova la tenuta di Dupplin, dove si erge una residenza realizzata nel 1969 in luogo di un castello costruito tra il 1828 e il 1832 su progetto di William Burn (a sua volta in sostituzione di un castello preesistente distrutto nel 1827) e andato distrutto in seguito a un incendio nel 1934.

#### Forteviot Village Hall
Altro edificio d'interesse è il Forteviot Village Hall, risalente al XX secolo.

### Siti archeologici

#### Tomba dell'età del Bronzo
A Forteviot è stata rinvenuta una camera sepolcrale risalente alla prima età del Bronzo. La scoperta risale al 2009.